# گرین اسپرینگ (ویرجینیای غربی)
گرین اسپرینگ(به انگلیسی: Green Spring) شهری در ایالت ویرجینیای غربی کشور ایالات متحده آمریکا است که جمعیت آن در سرشماری سال ۲۰۱۰ میلادی، ۲۱۸ نفر بوده‌است.